# Territorio di Stavropol'
Il territorio di Stavropol' (in russo Ставропольский край?, Stavropol'skij kraj), noto anche come Stavropól'e (Ставропо́лье), è una divisione amministrativa russa che si estende per la maggior parte sull'altopiano omonimo ai margini settentrionali del Caucaso. Le industrie alimentari, chimiche e meccaniche sono le principali risorse della regione che è attraversata dal noto gasdotto che raggiunge Mosca.

## Geografia antropica

### Suddivisioni amministrative

#### Rajon
Il territorio di Stavropol' è suddiviso in 26 rajon (fra parentesi il capoluogo):
- Aleksandrovskij (Aleksandrovskoe)
- Andropovskij (Kursavka)
- Apanasenkovskij (Divnoe)
- Arzgirskij (Arzgir)
- Blagodarnenskij (Blagodarnyj)
- Budënnovskij (Budënnovsk)
- Georgievskij (Georgievsk)
- Gračëvskij (Gračëvka)
- Ipatovskij (Ipatovo)
- Izobil'nenskij (Izobil'nyj)
- Kirovskij (Novopavlovsk)
- Kočubeevskij (Kočubeevskoe)
- Krasnogvardejskij (Krasnogvardejskoe)

- Kurskij (Kurskaja)
- Levokumskij (Levokumskoe)
- Mineralovodskij (Mineral'nye Vody)
- Neftekumskij (Neftekumsk)
- Novoaleksandrovskij (Novoaleksandrovsk)
- Novoselickij (Novoselickoe)
- Petrovskij (Svetlograd)
- Predgornyj (Essentukskaja)
- Sovetskij (Zelenokumsk)
- Špakovskij (Michajlovsk)
- Stepnovskij (Stepnoe)
- Trunovskij (Donskoe)
- Turkmenskij (Letnjaja Stavka)

#### Città
I centri abitati del territorio di Stavropol' che hanno lo status di città (gorod) sono 19 (in grassetto le città sotto la diretta giurisdizione regionale e non dipendenti da alcun rajon):
- Blagodarnyj
- Budënnovsk
- Essentuki
- Georgievsk
- Ipatovo
- Izobil'nyj
- Kislovodsk

- Lermontov
- Michajlovsk
- Mineral'nye Vody
- Neftekumsk
- Nevinnomyssk
- Novoaleksandrovsk
- Novopavlovsk

- Pjatigorsk
- Stavropol'
- Svetlograd
- Zelenokumsk
- Železnovodsk

#### Insediamenti di tipo urbano
I centri urbani del territorio di Stavropol' che hanno status di insediamento di tipo urbano sono 7:
- Andžievskij
- Gorjačevodskij
- Inozemcevo
- Ryzdvjanyj

- Solnečnodol'sk
- Svobody
- Zaterečnyj